# Шестоперово
Шестопе́рово — деревня в Ярском районе Удмуртской Республики Российской Федерации. Входит в состав муниципального образования Уканское сельское поселение.

## География
Располагается на реке Чура в 20 км юго-западнее Яра.

## История
По состоянию на 1 августа 1957 года Шестоперово входило в Азьмановский сельсовет.

## Население
| 2010 | 2012 |
| ---- | ---- |
| 57   | ↘54  |

В 1980 году население деревни составляло 140 человек.

## Инфраструктура
Личное подсобное хозяйство с зоной сельскохозяйственного использования, индивидуальная застройка усадебного типа.
Основа экономики — сельское хозяйство.

## Транспорт
Деревня доступна автотранспортом.